# Gerda Qvist
Gerda Franziska Qvist (født 14. august 1883 i Helsinki, død 5. september 1957 i Helsinki) var en finsk medaljør og billedhugger.
Hun var en pioner inden for den moderne medalje kunst i Finland i begyndelsen af 1900'erne. Hun har blandt andet udført en medalje i 1932 af H.C. Andersen.

## Biografi
Gerda Qvist er datter af statsrådet Ernst Edvard Qvist og Anna Franciska Theodora Snellman.  Efter syvende klasse, kom Gerda Qvist på den finske Kunstforeningen tegningskole 1902-1905, hvor hun havde Viktor Malmberg som lærer i billedhuggerklassen, hun havde tidligere modtaget privatundervisning af Carl Eneas Sjöstrand. I foråret 1908 fik hun mulighed for at får undervisning af medaljekunstneren Erik Lindberg i Stockholm. Efter studier på tegningskolen og besøget i Stockholm arbejdede Qvist en kort periode i billedhuggeren Felix Nylunds atelier i Helsinki og følger to semestre af undervisningen på Helsinki Universitet ritsal. 